# Lachesi

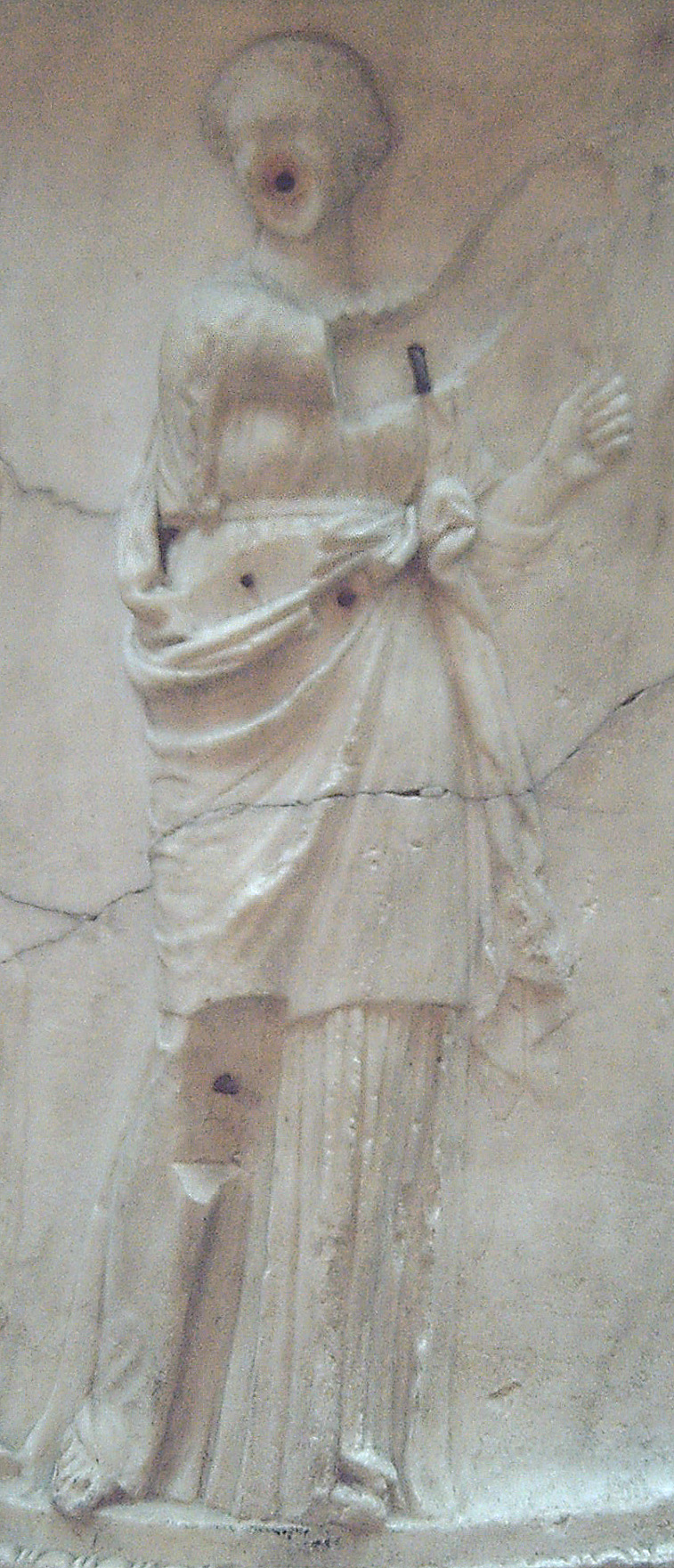
Lachesi al Palazzo della Moncloa, Madrid

Làchesi (in greco antico: Λάχεσις?, Làchesis), nella religione greca antica, è una delle tre Moire (Parche), divinità che decidevano il destino di tutti, sia uomini sia dei. Lachesi era la Moira che svolgeva sul fuso il filo della vita, distribuiva la quantità di vita a ogni umano e vi decideva il destino. Infatti l'etimologia del suo nome risale al verbo λαγχάνω, che significa "ricevo in sorte".
Nella mitologia non è univoco di chi fossero figlie le tre Moire: secondo una versione erano figlie della Notte, secondo un'altra, di Temi e Zeus, mentre Platone nel Mito di Er le considera come figlie di Ananke, la Necessità.

## Influenza culturale
A Lachesi sono intitolate la Lachesis Tessera su Venere,, il genere di serpenti Lachesis e l'asteroide della fascia principale 120 Lachesis.